# Бети Ђорђевић
Благица Бети Ђорђевић (Куманово, 1946) српска је певачица џез и соул музике.

## Каријера
На музичку сцену тадашње Југославије, крочила је крајем 60-тих година. Са супругом Слободаном Бобом Ђорђевићем и његовим бендом наступала је у америчким клубовима у Западној Немачкој, а након тога су је упознали гости и посетиоци београдског Хотела Југославија, где их је из вечери у вече одушевљавала својим гласом и талентом.
Први сингл Крај моје туге објавила је 1974. године. Од тада до почетка 80-тих година, објавила је десетак синглова, те наступала на фестивалима: Београдско пролеће, Хит парада, Опатија, Сплит... Велику популарност донела јој је песма Почнимо љубав из почетка, Александра Кораћа, коју је први пут извела на Београдском пролећу 1976. године.
Доласком нових трендова на југословенску, а касније српску музичку сцену њен музички стил је потпуно гурнут на маргину. Повремено наставља да пева у београдским клубовима за пробрану публику.
2012. године дискографска кућа City records објављује њен ЦД са 23 најпознатије песме под називом The best of Beti Đorđević.
2016. године снима сингл Жарка Данчуа Нисам знала.
На Беовизији 2018. године, наступа са Рамбом Амадеусом и песмом Нема те.
2020. године, са Јован Маљоковић бендом издаје сингл Један поглед.

## Фестивали
Београдско пролеће:
- Желим те (дует са Слободаном Бобом Ђорђевићем), '74
- Почнимо љубав испочетка, '76
- Једна љубав стара, '77
- Кад смо се волели ти и ја (Вече градских песама), '79
- Почнимо љубав испочетка, гошћа ревијалног дела фестивала и добитница специјалне награде МТС дворане за животно дело, 2025

Опатија:
- Због пољубаца твојих (дует са Слободаном Бобом Ђорђевићем), '74
- Нека срце куца јаче, '75

Хит парада, Београд:
- Крај моје туге, '74
- Ја те волим, '75
- Наћи ће се неко ко ће да ме воли, '76

Сплит:
- Склопи старе жалузине, '75

Хит лета:
- Жалићемо, жалићемо, '77

Игре југа:
- Дај ми само мало сунца, '77

Карневал фест, Цавтат:
- Свирајте нам песме старе, '78

Београдски шлагер:
- Почнимо љубав испочетка (Гошћа ревијалног дела фестивала), '93

Беовизија:
- Нема те (дует са Рамбом Амадеусом), 2018